# Jan Koller
Jan Koller (født 30. marts 1973 i Smetanova Lhota i Tjekkiet) er en tidligere tjekkisk fodboldspiller. Han er den spiller som har scoret flest mål for Tjekkiet gennem historien, i oktober 2006 havde han scoret 47 mål i kun 74 kampe.
Jan Koller er kendt for sin imponerende fysiske styrke (højde: 2,02 m, og vejer omkring 100 kg). Han startede sin fodboldopvækst som målmand, men blev hurtig omskolet til angriber, da han startede sin professionelle karriere. Hans evner som målmand kom til gavn i sæsonen 2002-03. I en Bundesliga-kamp mod Bayern München blev Borussia Dortmunds daværende målmand Jens Lehmann vist ud midt i anden halvleg, og Jan Koller blev derfor flyttet fra angrebet og ned som målmand. På dette tidspunkt havde Jan Koller allerede scoret et mål i første halvleg. Koller holdt målet rent resten af kampen og havde nogle imponerende redninger fra bl.a. Michael Ballack og andre Bayern-spillere. Jan Koller blev kåret til ugens bedste målmand i Bundesligaen. Dog skal det siges at Dortmund tabte kampen.
Jan Koller blev i 2001 solgt fra RSC Anderlecht til Dortmund. Han har også spillet for Lokeren og sluttede sæsonen 1998-99 som Jupiler League topscorer. Da han spillede for Anderlecht vandt han også Belgian Golden Shoe. I 2006 skiftede Jan Koller på en fri transfer til den franske klub Monaco.
I 2008 skiftede han til den tyske Bundesligaklub, 1. FC Nürnberg. Opholdet i Tyskland blev ikke den store succes og 1. FC Nürnberg rykkede efter en dårlig sæson ned i 2. Bundesliga. Den 23. Juni 2008 skiftede Jan Koller så sin tyske klub ud med den russiske klub Krylya Sovetov Samara. Den 18 måneder lange kontrakt skulle efter signende have en værdi på hele 1 million euros. 
Krylia Sovetov Samara blev i slutningen af 2009 skiftet ud med den fransk 3. divisionsklub AS Cannes.
Den 17.8.2011 indstillede Jan Koller karrieren.

## Landsholdskarriere
Koller har repræsenteret Tjekkiet i UEFA Euro 2000, UEFA Euro 2004, FIFA World Cup 2006 og UEFA Euro 2008. 
Hans bedste slutrunde til dato var i Euro 2004, hvor Tjekkiet nåede semifinalen og han scorede to mål. Koller spillede i et fint samarbejde med Milan Baros under denne slutrunde, hvilket bl.a. gik udover Danmark, der blev besejret med 3-0. I 2006 til VM i Tyskland fik Koller en mindre skade i gruppespillets første kamp mod USA lige efter at han havde scoret kampens første mål. Hans skade var et stort slag for Tjekkiet, der tabte de næste to kampe uden ham.
Allerede i hans 3. måned hos Nürnberg, annoncerede Koller, at han ville trække sig tilbage fra det Tjekkiske landshold efter Euro 2008. Koller har til dags dato scoret 194 mål og i alt scoret 55 mål for det tjekkiske landshold. Kollers sidste landskamp ved Euro 2008 blev en mindeværdig oplevelse. Det var den afgørende kamp mellem Tjekkiet og Tyrkiet. Koller lavede et utrolig vigtigt hovedstødsmål men det viste sig ikke, at være nok, da Tyrkiet scorede hele 3 gange inden for det sidste kvarter af kampen og den endte 3-2 og Tyrkiet gik videre fra gruppespillet. En dramatisk afslutning på en meget gloværdig karriere.